# Rock um Knuedler

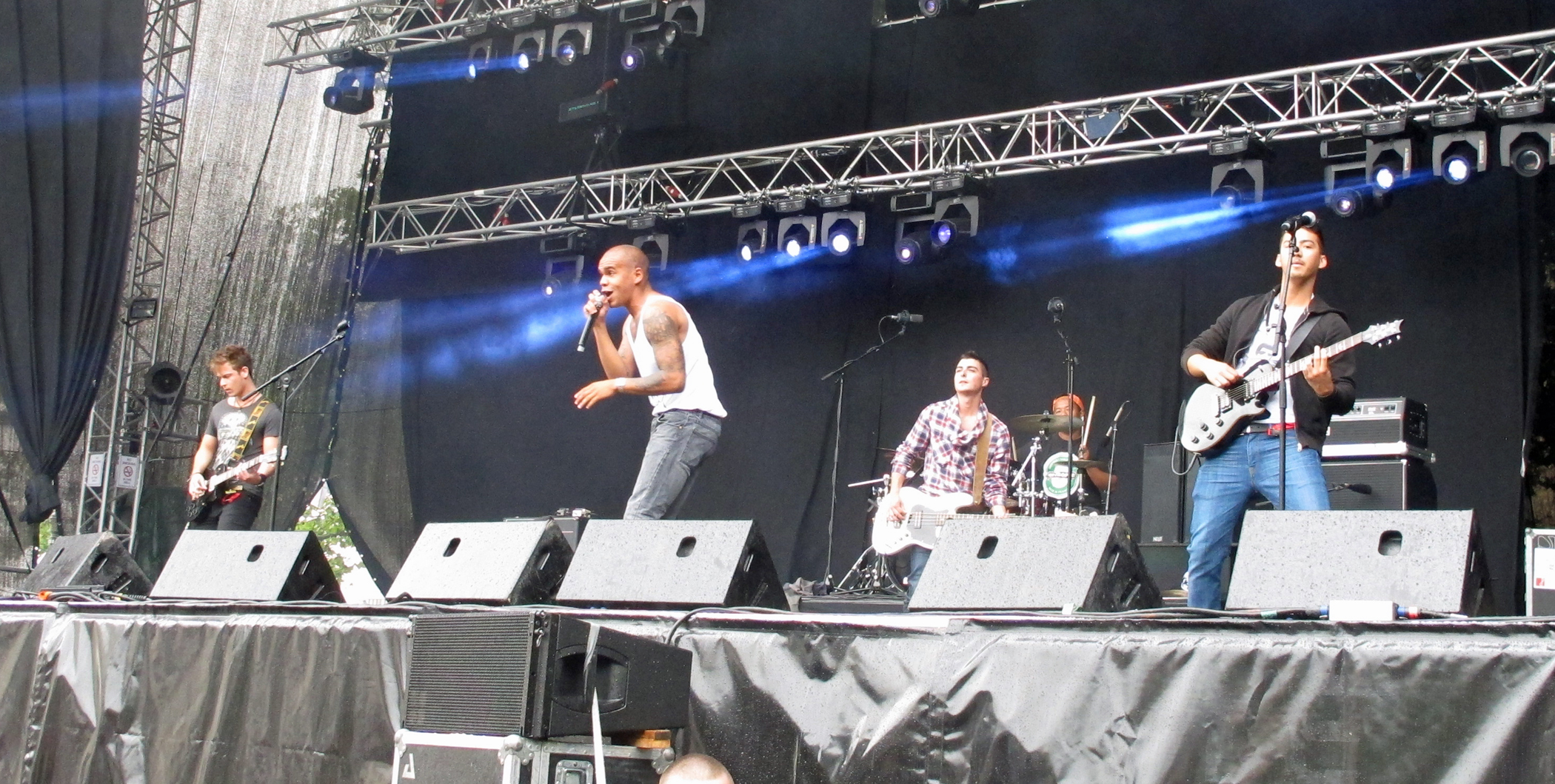
Actuació de l'any 2012 al Rock um Knuedler

Rock um Knuedler és un festival de rock que se celebra cada estiu en el centre de la ciutat de Luxemburg. Fundat en 1991, quan Luxemburg va ocupar la presidència de la Unió Europea, va ser dissenyat per a grups locals, però des de 1995 també ha estat una trobada popular per a artistes i bandes estrangeres. Les actuacions d'una dotzena de grups tenen lloc anualment en dos escenaris erigits en la Plaça de Guillem II, també coneguda com a Knuedler. L'entrada és gratuïta, atraient audiències de fins a 10.000 espectadors.
Recentment, al Rock um Knuedler han aparegut grups internacionals tan llunyans com Choc Quib Town (Colòmbia), Staff Benda Bilili (República Democràtica del Congo) i Ben Harper (Estats Units). Molts artistes i bandes locals també realitzen un programa a partir del matí fins altes hores de la nit.